# Pandanus occultus
Pandanus occultus är en enhjärtbladig växtart som beskrevs av Elmer Drew Merrill. Pandanus occultus ingår i släktet Pandanus och familjen Pandanaceae. Inga underarter finns listade.